# Leonard Besselink
Leonardus Franciscus Maria Besselink (Nieuwer-Amstel, 7 mei 1955) is een Nederlands jurist gespecialiseerd in het staatsrecht en het Europees recht. Besselink is emeritus hoogleraar aan de Universiteit van Amsterdam en was daarvoor werkzaam aan de Universiteit Utrecht.
Besselink studeerde rechtsgeleerdheid aan de Vrije Universiteit Amsterdam — na lang te hebben geaarzeld tussen sociologie, politieke wetenschappen en theologie — waar hij in 1975 zijn kandidaatsexamen behaalde. In 1979 studeerde hij aan de Universiteit Leiden af in het internationaal publiekrecht. Naast zijn studie was hij onder andere assistent van prof. mr. Hein Schermers. In 1980 behaalde hij nog een diploma internationale politiek aan de School of Advanced International Studies (campus Bologna) van de Johns Hopkins-universiteit.
In 1988 promoveerde Besselink aan het Europees Universitair Instituut in Florence op het proefschrift Keeping faith: a study of Grotius' doctrine of natural law, waarin hij politieke en filosofische achtergronden van de natuurrechtsleer van Hugo de Groot onderzocht; promotor was Athanasios Moulakis. Na zijn promotie keerde hij terug naar Nederland, waar hij universitair docent staatsrecht aan de Universiteit van Amsterdam werd. In 1994 stapte hij over naar de Universiteit Utrecht, waar hij in 1995 universitair hoofddocent werd en vervolgens in 2005 werd benoemd tot hoogleraar staatsrecht. Hij hield zijn oratie, getiteld Een samengestelde Europese constitutie, op 10 januari 2007. In 2003-2004 doceerde hij als visiting professor aan het Robert Schumann Centre van het EUI. In 2009 en 2010 was hij tevens lid van de Staatscommissie Grondwet (commissie-Thomassen). Ook vertaalde hij samen met Thomas Mertens Un'Europa Cristiana: Un saggio esplorativo (Een christelijk Europa: een verkennend essay) van Joseph H.H. Weiler uit het Italiaans.
In 2012 keerde hij als hoogleraar constitutioneel recht terug naar de UvA, waar hij zich richtte op de verhouding tussen het recht dat de Nederlandse staatsinstellingen beheerst en het Europese en het internationale recht. Ook was hij hoofdredacteur van het tijdschrift European Constitutional Law Review, opgericht door Tom Eijsbouts. In 2022 ging hij met emeritaat; op 28 september van dat jaar hield hij daar zijn afscheidscollege, getiteld De staat van de democratische rechtsstaat. Hij werd als hoogleraar constitutioneel recht opgevolgd door Jerfi Uzman, daarvoor hoogleraar aan de Universiteit Utrecht.
Besselink is getrouwd en heeft zes kinderen.